# Robert O’Harrow Jr.
Robert O’Harrow Jr. – amerykański publicysta i dziennikarz, nominowany do Nagrody Pulitzera w 2000 roku za publikację tekstów o zagrożeniach dla personal privacy w erze komputerowych baz danych. Współpracuje z amerykańskim Washington Post oraz z Center for Investigative Reporting.

## Twórczość
- No Place To Hide (2005), wznowiona w (2006)